# Мідленд-Парк (Нью-Джерсі)
Мідленд-Парк (англ. Midland Park) — місто (англ. borough) в США, в окрузі Берген штату Нью-Джерсі. Населення — 7014 особи (2020).

## Географія
Мідленд-Парк розташований за координатами 40°59′45″ пн. ш. 74°8′29″ зх. д. / 40.99583° пн. ш. 74.14139° зх. д. (40.995809, -74.141262).  За даними Бюро перепису населення США в 2010 році місто мало площу 4,05 км², з яких 4,03 км² — суходіл та 0,02 км² — водойми.

## Демографія
Згідно з переписом 2010 року, у селищі мешкало 7128 осіб у 2756 домогосподарствах у складі 1925 родин. Було 2861 помешкання
Расовий склад населення:
| - 92,8 % — білих - 2,7 % — азіатів - 0,8 % — чорних або афроамериканців - 0,1 % — корінних американців - 1,9 % — осіб інших рас |

До двох чи більше рас належало 1,6 %. Частка іспаномовних становила 6,6 % від усіх жителів.
За віковим діапазоном населення розподілялося таким чином: 24,4 % — особи молодші 18 років, 59,6 % — особи у віці 18—64 років, 16,0 % — особи у віці 65 років та старші. Медіана віку мешканця становила 42,3 року. На 100 осіб жіночої статі у селищі припадало 92,3 чоловіків;  на 100 жінок у віці від 18 років та старших — 89,0 чоловіків також старших 18 років.
Середній дохід на одне домашнє господарство  становив 108 753 долари США (медіана — 89 130), а середній дохід на одну сім'ю — 135 790 доларів (медіана — 120 045). Медіана доходів становила 74 343 долари для чоловіків та 54 857 доларів для жінок. За межею бідності перебувало 5,5 % осіб, у тому числі 8,2 % дітей у віці до 18 років та 5,3 % осіб у віці 65 років та старших.
Цивільне працевлаштоване населення становило 3824 особи. Основні галузі зайнятості: освіта, охорона здоров'я та соціальна допомога — 23,0 %, науковці, спеціалісти, менеджери — 13,8 %, будівництво — 11,3 %, мистецтво, розваги та відпочинок — 10,6 %.